# Epicypta capitata
Epicypta capitata är en tvåvingeart som beskrevs av Günther Enderlein 1910. Epicypta capitata ingår i släktet Epicypta och familjen svampmyggor. Inga underarter finns listade i Catalogue of Life.